# Filibert
Filibert ist ein männlicher Vorname.
Er ist althochdeutschen Ursprungs –  von filu für „viel“ und beraht für „hell“, „glänzend“ und „strahlend“. Er bedeutet also so viel wie der Glänzende oder der hell Strahlende.
Varianten des Namens sind unter anderem Filiberta, Filiberto und Philibert.